# Neue Mühle (Jüterbog)

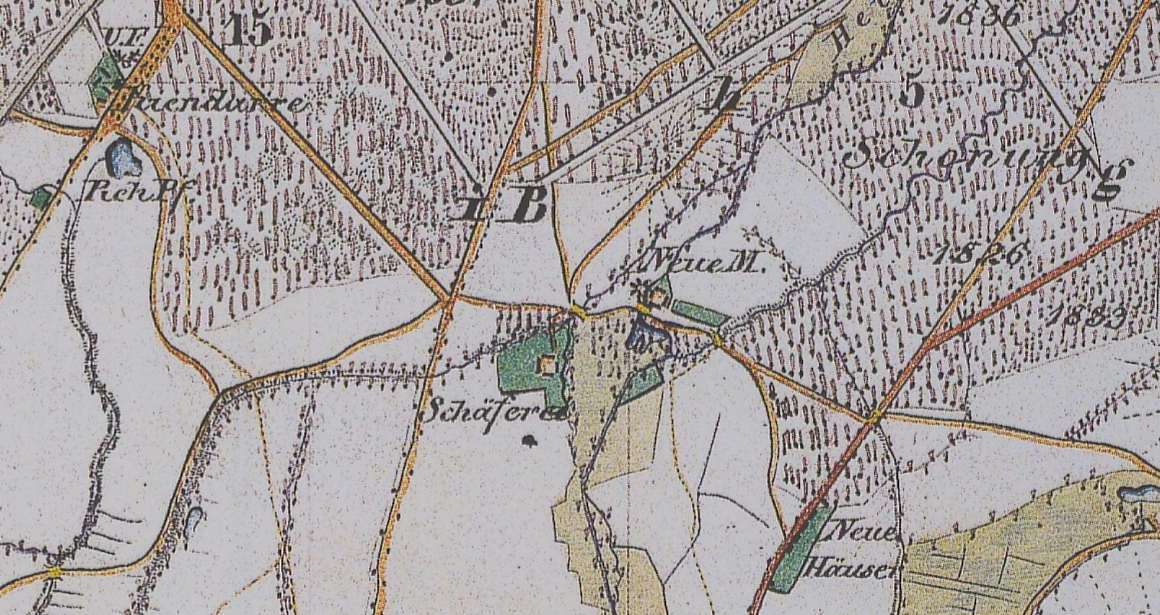
Wohnplätze Neue Häuser, Neue Mühle, Forsthaus Bischofspfuhl und Kiendarre, Ortsteil Kloster Zinna der Stadt Jüterbog, Ausschnitt aus dem Urmesstischblatt 3944 Kloster Zinna von 1841

Die Neue Mühle (ursprünglich auch Litzensche Mühle genannt) war eine Wassermühle an der Nuthe etwa 3,5 km nordöstlich des Ortes Kloster Zinna, eines Ortsteils der Stadt Jüterbog im Landkreis Teltow-Fläming (Brandenburg). Sie wurde 1170 erstmals urkundlich als Litzensche Mühle erwähnt und war damit wohl eine der ältesten Wassermühlen in Brandenburg. 1480 hieß sie dann zusätzlich auch Neue Mühle; wohl weil sie kurz zuvor neu errichtet worden war. Der Name Neue Mühle setzte sich schließlich durch. Nach 1948 war sie in eine sowjetische Militäranlage (eine frühere Wehrmachtsanlage) einbezogen und wurde zu einem nicht genau bekannten Zeitpunkt abgerissen.

## Lage
Der Wohnplatz Neue Mühle lag 2,1 km nordnordöstlich des Ortskerns von Kloster Zinna und knapp 500 Meter nordwestlich vom Wohnplatz Neue Häuser. Bei Neue Häuser zweigte ein Weg nach Westen zur Neuen Mühle. Ein weiterer Weg zweigte etwas weiter nördlich, bei einem heute nicht mehr vorhandenen Chausseehaus, von der heutigen K7216 ab. Der Weg führte weiter Richtung Nordwesten zum Wohnplatz Forsthaus Bischofspfuhl. Der Wohnplatz Neue Mühle lag auf 60 m ü. NHN.

## Geschichte
Die Wassermühle wurde 1170 erstmals urkundlich als molendino Litzensehe (oder Litzensche Mühle) erwähnt und war damit wohl eine der ersten Wassermühlen, die auf dem Gebiet des heutigen Brandenburg angelegt wurden. Sie gehörte zur Erstausstattung des Klosters Zinna und war im Mittelalter in erster Linie Getreidemahlmühle für das Kloster bzw. die Klosteruntertanen. Nach Peter Rohrlach könnten die ältesten Nennungen auf eine wüste Feldmark hindeuten, d. h. von einem früh untergegangenen Dorf blieb nur die Wassermühle übrig.
In einer Urkunde von 1480 heißt es dann „vnterm Ronneberg vnd Litzo, Die neue muhlen, welche die Litzuische muhle genant“ wurde. Der Name Neue Mühle kam wohl dadurch zustande, dass sie kurz zuvor neu errichtet worden war. Die Mühle musste damals dem Kloster Zinna jedes Jahr 16 Wispel Roggen abliefern. 1568 betrugen die Abgaben, nun schon an das Amt Zinna, 13 Wispel Roggen und 3 Wispel Weizen.
1642 hieß sie die Mühle vor der Heiden und hatte drei Mahlgänge. Sie mahlte in erster Linie für das Amt Zinna, aber auch für Mahlgäste aus Jüterbog und Neuhof. 1661 war Michael Ziehe Mühlenmeister auf der Neuen Mühle, 1690 sein mutmaßlicher Sohn Christian Ziehe.
Ab 1734 war Johann Martin Grohmann Müller auf der Neuen Mühle. 1773 wird der Müller nur mit seinem Nachnamen Grohmann genannt. Der 1790 genannte Müller Johann Martin Grohmann dürfte der Sohn oder eher schon der Enkel des ersten Johann Martin Grohmann gewesen sein.
1801 wird sie als Wasser-. Mahl- und Schneidemühle beschrieben. 1803 musste der damalige Besitzer Clausius wegen erlittener Wasser- und Frostschäden um Erlass der Mühlenpacht bitten. Bald darauf war die Familie Grohmann wieder im Besitz der Mühle. 1817/1822 hatte sie 11 Einwohner.
1837 war sie Wasser-. Mahl und Schneidemühle mit einem Wohnhaus. Auf dem Urmesstischblatt von 1841 ist ein Vierseithof dargestellt. Nutheaufwärts hinter dem Weg, der von Neue Häuser zur Mühle und über das Nuthetal führte und wohl auch als Damm fungierte, ist ein kleiner Mühlteich eingezeichnet, der über einen kurzen Kanal von der Nuthe gefüllt wurde. Der Mühlteich ist auch in der Schmettaukarte von 1767/1787 deutlich zu erkennen. Das Unterwasser floss nicht in die Nuthe zurück, sondern in den am Westrand der Nutheniederung verlaufenden Neuheimer Graben, der erst nach ca. 1,5 km wieder in die Nuthe mündet. Der Neuheimer Graben fließt heute im Bett des Unterwasserkanals. Südwestlich des Mühlenkomplexes befand sich noch eine Schäferei, die bereits im Schmettauschen Kartenwerk verzeichnet ist. Im Urmesstischblatt ist sie ebenfalls als Vierseithof dargestellt. Sie ist noch in der Topographischen Karte 1:25.000 Kloster Zinna von 1920 vorhanden, fehlt dann aber schon in der Auflage von 1927 (berichtigt 1925). Sie ist heute ebenso wie die Wassermühle ohne oberirdische Reste verschwunden. 1842/45 wurden die Naturalabgaben der Mühle an das Amt Zinna in eine Geldrente umgewandelt. 1853 war der Mühlenmeister Grohmann gestorben. Anscheinend wirtschaftete zunächst seine Witwe weiter, bevor sie die Mühle ihrem Sohn Heinrich Wilhelm Grohmann überließ. Dieser ist 1865 als Besitzer nachgewiesen. Bergmann führt ihn als Wilhelm Grohmann auf. Damals hatte das Anwesen eine Größe von 84 Morgen und 2 Quadratruten, davon waren immerhin 36 Morgen 11 Quadratruten Acker und 13 Morgen 76 Quadratruten Wiesen. Hinzu kamen noch 9 Morgen und 176 Quadratruten Wald.
1861 führt Richard Boeckh in seiner Ortschafts-Statistik des Regierungs-Bezirks Potsdam mit der Stadt Berlin das Mühlenanwesen als Neue Mühle, vormals Lietzensche Mühle auf. Sie war damals eine wassergetriebene Getreide-, Säge- und Walkmühle mit einem Wohnhaus und insgesamt sieben Wirtschaftsgebäuden. Sie hatte damals sieben Einwohner. Der Müller betrieb noch Landwirtschaft; in den Ställen standen drei Pferde und 13 Stück Rindvieh. 1900 gehörten zur Mühle auch 20,75 ha Land. 1929 gehörte die Neue Mühle einem Friedrich Schreinicke.
Nach der „Denkmaltopographie“ soll das Hauptgebäude ein im 18. Jahrhundert errichteter, zweigeschossiger Fachwerkbau mit Putzfassade des 19. Jahrhunderts gewesen sein.
Nach 1948 war sie in die sowjetischen Militäranlagen im Forst Zinna einbezogen und wurde zu einem nicht genauer bekannten Zeitpunkt abgerissen. Heute haben sich oberirdisch keine Reste dieser alten Wassermühle mehr erhalten.

## Kommunale Zugehörigkeit
Die Neue Mühle gehörte ursprünglich dem Kloster Zinna bzw. nach dessen Säkularisierung dem Amt Zinna. Mit der Bildung der Amtsbezirke wurde das Amt Zinna 1872/74 aufgelöst. Nach der 1881 publizierten Gliederung der Amtsbezirke gehörte die Neue Mühle zum Gutsbezirk Kaltenhausen bestehend aus Kaltenhausen, Zinna-Amt, Neue Mühle, Neue Häuser, Vorwerk Sorge, Bischofspfuhl, Grüneberg und Schwemm. 1928 wurde Kaltenhausen und damit auch die Neue Mühle in die Gemeinde Kloster Zinna eingegliedert. Zum 31. Dezember 1997 wurde Kloster Zinna ein Ortsteil von Jüterbog.